# Kissin U
"Kissin U" é um single da cantora pop norte-americana Miranda Cosgrove lançado digitalmente em 22 de março de 2010 sendo o primeiro trabalho lançado de seu primeiro álbum de estúdio intitulado Sparks Fly. A canção foi composta pela cantora, em parceria com Lukasz Gottwald e Claude Kelly, e produzida pelo experiente músico e produtor Dr. Luke, conhecido por trabalhos com cantoras como Britney Spears, P!nk, Avril Lavigne e Kelly Clarkson. A canção também está presente na coletânea Now That's What I Call Music! 35.
A canção estreou na Billboard Digital Songs, parada que mede as canções mais baixadas por download digital no iTunes nos Estados Unidos, na posição setenta e nove, tendo sem melhor desempenho ao alcançar o vigésimo nono lugar. Na Billboard Hot 100 a canção debutou na posição oitenta e sete, subindo para seu maior pico foi, cinquenta e quatro, permanecendo na parada norte-americana por cinco semanas. Na Billboard Pop Songs o single teve um melhor resultado ao alcançar a décima nona posição, sendo que ainda alcançou a trigésima sexta posição na Billboard Adult Pop Songs e a colocação sessenta e oito na Billboard Radio Songs. Em outros países a canção também alcançou a posição cinquenta e um na Ö3 Austria Top 40, na Austria, sessenta e sete na Media Control Charts, parada oficial da Alemanha, cinco no Top Hit da Rússia e a primeira posição no Chile, através do IFPI Chile.

## Antecedentes
Em 2007 Miranda Cosgrove teve seu primeiro contato com a música ao gravar o tema de abertura de iCarly, série na qual é protagonista na Nickelodeon, a canção "Leave It All to Me", com participação do cantor Drake Bell. No ano seguinte, exatamente em 10 de junho de 2008 a cantora lançou seu primeiro álbum, iCarly, trilha sonora do seriado com mesmo nome, sendo que no Natal do mesmo ainda lançou ainda um cover da canção "Christmas Wrapping", presente no filme Merry Christmas, Drake & Josh. Já em 2009 teve um novo contato com a música ao lançar o extended play, About You Now, trazendo cinco faixas. Desde então a cantora colocava-se pronta para gravar um álbum inédito e investir completamente na música, procurando parcerias como Max Martin e Dr. Luke.

## Composição e lançamento
"Kissin U" foi composta em uma clave de mi bemol maior, com o tempo moderado de 116 batidas por minuto. O vocal de Cosgrove varia entre Bb3 e C5. A letra da canção foi composta por Miranda Cosgrove em parceria com o compositor, músico e produtor Dr. Luke, assinando como Lukasz Gottwald, nome que utiliza para compositor, para diferencia-lo do trabalho como produtor, onde assina como Dr. Luke, conhecido por trabalhos como "Girlfriend" e "Hot" de Avril Lavigne, "Circus" de Britney Spears, "Party in the U.S.A." de Miley Cyrus, "I Kissed a Girl" e "Hot n Cold" de Katy Perry e "U + Ur Hand" de P!nk, e Claude Kelly, conhecido pelas canções "Circus" de Britney Spears, "Party in the U.S.A." de Miley Cyrus, "Take It Off" de Ke$ha, e "Woohoo" de Christina Aguilera e Nicki Minaj.
Posteriormente Miranda Cosgrove declarou que a canção foi composta inspirado em um grande amor de sua vida, dizendo ainda que no começo a pessoa em questão não sabia que a composição era dedicada a ele, sendo que Miranda contou apenas depois de gravada. A canção cita em sua primeira estrofe o título do álbum, Sparks Fly, que seria lançado meses depois. Em entrevista em 2009 sobre o primeiro single do álbum, até a ocasião sem nome definido ou qualquer tipo de informação, Miranda declarou:
| “ | É diferente do que já fiz até agora, estou coescrevendo e focando muito nessa canção. Algumas pessoas podem pensar que sou apenas outra atriz querendo cantar, mas eu queria provar que sou mais do que isso. Antes, eu não me via fazendo música como algo sério, mas após o tempo passado em estúdio, fazendo música, eu vi o quanto era divertido, o quanto isso me envolvia e que eu queria voltar | ” |

A canção foi produzida por Dr. Luke nos estúdios da Columbia Records em Los Angeles, explorando uma sonoridade entre o pop e pop rock, sendo comparada ao som característico dos primeiros trabalhos de cantoras como Selena Gomez, Michelle Branch, Hilary Duff e até mesmo Taylor Swift. Em fevereiro de 2010, Miranda Cosgrove enfim anunciou oficialmente a canção como primeiro single do álbum em entrevista ao vivo ao programa de Ryan Seacrest.
Em 12 de março de 2010 a canção foi lançada para download digital através do iTunes, além de ser liberada para uma prévia na rádio Kiss FM, emissora de rádios que tocou com exclusividade a canção antes de ser lançada parada airplay, sendo que no mesmo mês, em 28 de março a canção foi também lançada em formato físico, através de CD single. Em 11 de maio de 2010 a canção foi liberada à todas as rádios em formato airplay, dois meses após seu lançamento oficial, quebrando a divulgação inicial da canção, porém auxiliando sua maior proliferação, o que reverteu-se à melhores posições na Billboard Hot 100. Em 25 de maio de 2010 enfim a canção foi lançada mundialmente, saindo do clico estadunidense, chegando à países como Canadá, Reino Unido e Brasil. Em 29 de junho do mesmo ano é lançado a versão do single remixado, intitulado Kissin U - Remix EP, um extended play trazendo cinco remixes da canção.

## Recepção da crítica
O single foi recebido com menções positivas dos críticos da revista semanal de música AJ!-ENT, onde declararam que a canção é "bem produzida, bem cantada, e tem que o canto/estilo de música é semelhante à inocência de Taylor Swift, mas com um toque de rock." A revista ainda afirmou que a música é a prova que Miranda Cosgrove tem um grande potencial como cantora. Já a revista Billboard classificou a canção em número oitenta e oito na categoria Bill Lamb do Top 100 Songs de 2010, a lista das melhores canções gravadas em 2010.
Becky Bain, da revista eletrônica musical Idolator, fez uma crítica mais completa sobre a canção. Segundo Becky, "Miranda Cosgrove pode até ser a estrela principal da Nickelodeon, mas se ela quiser se estabilizar no cenário musical de Hollywood, ela vai ter que enfrentar uma dura verdade: ela terá que fazer algo diferente das demais para ganhar destaque". A crítica do Idolator ainda acrescentou que a cantora está pronta para competir com outras cantoras jovens como Selena Gomez e Demi Lovato.
| “ | A última vez que ouvi Miranda, ela havia gravado um cover das Sugababes, a canção "About You Now". Quase dois anos se passaram e seu novo single mostra claramente que a voz da cantora amadureceu e melhorou, lembrando Michelle Branch - mas isso não é ruim. "Kissin U", escrita pelo criador de hits Dr. Luke, é uma canção fofa de pop - não muito excitante ou arriscada no começo, mas se você a escutar com vontade, você vai se pegar cantarolando junto o refrão. Colocando auto-tune e uma temática mais animada, poderíamos imaginar Ke$ha cantando. Na verdade não soa muito diferente de "Dancing With Tears In My Eyes" | ” |

A revista eletrônica Reflective Inkling fez uma breve revisão sobre o single. Segundo a crítica do site, Miranda Cosgrove estaria fazendo o mesmo que toda estrela adolescente que trabalha como atriz faz aos 17 anos: iniciando uma carreira de cantora para aumentar a idolatração do público jovem. O Reflective Inkling destacou que o single "é um ótimo trabalho pop, surpreendendo pela evolução vocal da cantora desde o último trabalho", acrescentando que "o toque de guitarras não são excessivos como em canções de outras estrelas jovens, colocando todos os holofotes da voz de Miranda, como deve ser com toda boa cantora". O site concluiu que "a canção não é encantadora quando se ouve pela primeira vez, mas dando uma segunda chance ela torna-se viciantemente pegajosa na cabela e a satisfação em ouvi-la só cresce", dizendo ainda que: "Em geral Kissin U é um grande passo para o primeiro trabalho de Cosgrove. O single é um bem-sucedido início de carreira musical para a cantora. Esperamos apenas que Miranda não caia nas mesmas armadilhas que alguém chamada Lindsay Lohan caiu com a fama subindo à cabeça"

## Videoclipe
Durante entrevista sobre os preparativos para o lançamento de seu single, Miranda Cosgrove confirmou que seu videoclipe havia sido gravado no início daquele ano e que a direção geral estaria por conta de Alan Ferguson, responsável pelos videos musicais "Hot n Cold" de Katy Perry, "Outta My Head (Ay Ya Ya)" de Ashlee Simpson, "That Green Gentleman (Things Have Changed)" de Panic at the Disco e "The Great Escape" de Boys Like Girls. Mais afrente foi confirmado que o local de gravação do vídeo havia sido a cidade de Santa Mônica, nos Estados Unidos, conhecida internacionalmente por ser um dos maiores pontos turísticos da Califórnia, especificamente tendo como cenário a praia Venice Beach. O vídeo foi oficialmente lançado em 19 de março de 2010, sete dias após o lançamento digital do single.
Segundo Miranda Cosgrove a ideia principal por trás do videoclipe é a sensação que se sente ao beijar alguém em quem se confia e se tem carinho, como descrita na canção, nas partes "And all the questions I've been asking in my head, 'Like are you the one?' or 'Should I really trust?' crystal clear it becomes when I'm kissin' you" ("E todas as perguntas que tenho em minha cabeça como "Você é o certo?" ou "Devo realmente confiar?" se esclarecem quando eu beijo você").

### Enredo

Capturas de ecrã do videoclipe

O videoclipe se inicia com Miranda andando pela praia em um final de tarde sozinha, onde veste um vestido de apenas um ombro branco com detalhes vermelho e preto combinadas com pulseiras rockstar. Esta cena é alternada o videoclipe todo com outras cenas que contem ligação, sendo esta uma cena a parte, como se Miranda Cosgrove estivesse contando sua própria história. Em uma segunda cena, a cantora está andando pelo calçadão à beira-mar de Santa Mônica vestindo jeans, uma blusa transparente e um chapéu preto, igual ao usado por Justin Timberlake no clipe "Carry Out". Na cena Miranda conhece um rapaz artista plástico que está pintando um cenário de um lago em uma calçada, por quem acaba se encantando e parando para conversar, quando uma tempestade começa a cair. Os jovens correm para baixo de uma área coberta enquanto a chuva acaba por apagar a pintura do rapaz, sendo que Miranda Cosgrove tenta correr para salva-la, mas o rapaz à impede, acabando por se beijar. Nesta hora o refrão da canção se intensifica, contando as sensações que a cantora está passando. Em uma nova cena, continuação da anterior, Miranda aparece no apartamento do rapaz, onde conhece todos seus quadros e esculturas, onde trocam entreolhares.
Na quarta cena do videoclipe a cantora aparece em sua casa, onde recebe uma falsa ligação do rapaz dizendo que não pode ir vê-la, porém sendo surpreendida por ele à beira de sua janela esperando-a, onde ao passar o dia os dois jovens aparecem lavando um carro e brincando com a mangueira, além do rapaz ensinar-lhe a pintar, acabando com Miranda desenhando borboletas em uma calçada enquanto conversam. Os dois ainda aparecem andando pela mesma praia onde a cantora inicia o videoclipe, abraçados para ver o pôr-do-sol em Santa Mônica. Na terceira parte da canção, antes do último refrão, mostra-se a cantora entrando no carro do rapaz, indo para uma balada, onde acabam os dois dançando juntos sozinhos no apartamento do rapaz. Na última cena do vídeo Miranda acorda no dia seguinte e pela janela avista um desenho de uma borboleta pintado em frente à sua casa, onde em suas asas estão desenhadas a cantora e o rapaz.

## Lista de faixas
| - Download digital 1. Kissin U (Single Version) — 3:18 - Karaoke Cover 1. Kissin U (Karaoke remix) — 3:20 - German - Track Single 1. Kissin U (Album Version) — 3:19 2. Kissin U (Mike Rizzo Extended Club Remix) — 5:56 - Remix EP 1. Kissin U (Jason Nevins Radio Remix) — 3:11 2. Kissin U (Mike Rizzo Radio Remix) — 3:08 3. Kissin U (Smash Mode Radio Remix) — 3:22 | - Yogi Bear Soundtrack 1. Kissin U (Yogi Bear remix) — 3:20 - Official Remixes 1. Kissin U (Mike Rizzo Remix) (Radio Edit) — 3:08 2. Kissin U (Mike Rizzo Club Remix) (Extended) — 5:55 3. Kissin U (Smash Mode Remix) (Radio Edit) — 3:21 4. Kissin U (Smash Mode Club Remix) (Extended) — 5:26 5. Kissin U (Jason Nevins Remix) (Radio Edit) — 3:06 6. Kissin U (Jason Nevins Club Remix) (Extended) — 5:56 |

## Créditos
- Vocais – Miranda Cosgrove
- Compositor – Miranda Cosgrove, Lukasz Gottwald, Claude Kelly
- Produtor musical – Dr. Luke
- Instrumentos e programação – Dr. Luke
- Arranjo vocal – Miranda Cosgrove, Claude Kelly
- Gravação – Dr. Luke
- Engenharia acústica – Dr. Luke
- Mixagem – Dr. Luke

## Desempenho nas tabelas musicais
"Kissin U" estreou na Billboard Digital Songs, parada que mede as canções mais baixadas por download digital no iTunes nos Estados Unidos, na 79ª posição. Na semana seguinte a canção caiu, ficando fora dos gráficos da Billboard Digital Songs. Em sua terceira semana posta no iTunes a canção alcançou a 54ª posição, o que fez com que a canção enfim debutasse na Billboard Hot 100 em 87º lugar, na décima sexta semana da parada em 2010, em 20 de abril. Na semana seguinte o single não apareceu na parada estadunidense, sendo que em sua terceira semana na Billboard Hot 100 alcançou a 95ª posição. Na quarta semana a canção alcançou seu pico máximo, a 54ª posição, permanecendo por mais onze semanas na parada, em posições mais baixas, tendo seu último desempenho contabilizado em 10 de julho de 2010. No Billboard Digital Songs a canção permaneceu por mais tempo, contabilizadas dezessete semanas, onde seu maior pico foi a 29ª colocação.
Na Billboard Pop Songs, parada que mede apenas as canções de música pop, o single teve um melhor resultado ao alcançar a 19ª posição, permanecendo por dez semanas consecutivas. Outras posições foram contabilizadas pela Billboard, sendo 36º lugar na Billboard Adult Pop Songs e 68º na Billboard Radio Songs. A canção também alcançou a 51ª posição na Ö3 Austria Top 40, na Austria, após estrear em 57ª lugar, porém permanecendo por apenas cinco semanas. No Media Control Charts, parada oficial da Alemanha, a canção estreou em oitenta e dois, alcançando o pico na 67ª posição. Ainda no Reino Unido, a canção ficou fora das cem principais do UK Singles Chart, alcançando apenas a 198ª posição. O melhor desempenho do single deu-se na Rússia, com o Top Hit onde alcançou a 5ª posição, e no Chile, através do IFPI Chile, onde marcou a 1ª posição com a canção.

### Posições
| Tabela musical (2010)                                      | Melhor posição |
| ---------------------------------------------------------- | -------------- |
| Alemanha (Media Control Charts)                            | 67             |
| Áustria (Ö3 Austria Top 40)                                | 51             |
| Chile (IFPI Chile)                                         | 4              |
| Coreia do Sul South Korea International Chart (Gaon Chart) | 66             |
| Estados Unidos (Billboard Hot 100)                         | 54             |
| Estados Unidos (Pop Songs)                                 | 19             |
| Estados Unidos (Adult Pop Songs)                           | 36             |
| Reino Unido (UK Singles Chart)                             | 198            |
| Rússia (Top Hit)                                           | 5              |
| Ucrânia (FDR-POP)                                          | 16             |
| Ucrânia (FDR-DANCE)                                        | 10             |

## Histórico de Lançamento
| País           | Data                | Formato                     |
| -------------- | ------------------- | --------------------------- |
| Estados Unidos | 12 de março de 2010 | download digital            |
| Estados Unidos | 28 de março de 2010 | CD single                   |
| Estados Unidos | 11 de maio de 2010  | Airplay                     |
| Reino Unido    | 25 de maio de 2010  | download digital, CD Single |
| Mundo          | 25 de maio de 2010  | download digital, CD Single |
| Austrália      | 9 de julho de 2010  | download digital, CD Single |
| Estados Unidos | 29 de junho de 2010 | Remix EP                    |